# نائل إليزيه
نائل إليزيه (بالفرنسية: Naël Élysée)‏ هو لاعب كرة قدم هايتي، ولد في 28 مايو 2001 في Bassin Bleu (Jacmel) ‏ في هايتي. لعب مع Don Bosco FC ‏.